# Кухня Чьяпаса
Кухня Чьяпаса — это кулинарные традиции и стиль приготовления пищи, характерный для мексиканского штата Чьяпас. Как и кухня остальной части страны, она основана на кукурузе, а также на симбиозе местных и европейских кухонь. Отличается тем, что сохраняет большую часть своего местного наследия, включая использование травы чипилин в тамале и супах, которая больше нигде в Мексике не используется. Тем не менее, хотя кухня и использует перец чили, в том числе очень острый симоховель, она не использует его так часто, как другие мексиканские региональные кухни, предпочитая слегка сладкие приправы своим к основным блюдам. Обширные  регионы штата подходят для выпаса скота, и в кухне это отражается распространением в блюдах мясом, особенно говядины, и производстве сыра. Самым важным блюдом является тамале, со множеством разновидностей, созданных в штате, а также такие блюда, как чанфайна, похожая на менудо и сопа де пан. Хотя штат Чьяпас и продвигает местную кухню в туристических целях, как и некоторые шеф-повара, она не так известна, как другая мексиканская кухня, например, соседней Оахаки.

## Ингредиенты
Как и большая часть остальной мексиканской кухни, кухня Чьяпаса в основном представляет собой смешение местных и испанских ингредиентов и методов приготовления. На кухню Чьяпаса по-прежнему сильное влияние оказывают местные жители, особенно это касается использования местных трав, таких как чипилин, ароматное растение с тонкими листьями, которое чаще всего используется в тамале и супах; и оха санта, которое используется во многих блюдах южной мексиканской кухни. Кухня основана на мезоамериканском основном продукте питания — кукурузе, которую чаще всего можно найти в тортильях и тамале, но также в ряде других блюд, включая напитки.
Другие местные ингредиенты включают перец чили, какао-бобы, фасоль, авокадо и съедобный цветок под названием «кучунук». В пищу по-прежнему употребляют ряд диких растений, включая редис, горчицу, кислые помидоры и различные грибы. Какаоит — это семена, которые измельчают вместе с семенами тыквы и используют для приготовления соусов. В сельской местности по-прежнему употребляют в пищу мясо броненосца, пака, игуаны, кабана, кролика и различных местных птиц. В кухне Чьяпаса отдают предпочтение черным бобам, хотя в некоторых районах, таких как Сан-Хуан-Чамула, употребляют в пищу различные виды бобов.  Бобы обычно готовятся просто с солью и перцем чили, как правило, без жира.
Со времен испанского завоевания в кухню было добавлено множество ингредиентов. Испанское влияние в основном проявилось в появлении таких видов мяса, как говядина, свинина и курица, причем говядина является наиболее популярной. Большая часть территории идеально подходит для разведения крупного рогатого скота, и с колониального периода разведение крупного рогатого скота и овец стало важной экономической деятельностью. Одним из известных блюд из говядины являются жареные полоски мяса, называемые тасахо, которые подаются с различными соусами. Разведение крупного рогатого скота также стимулировало сырную промышленность, большая часть которой до сих пор производится на ранчо и небольших кооперативах. Основные районы производства сыра — Окосинго, Район и Пихихьяпан. Круглый белый сыр из Окосинго популярен среди гурманов в различных частях Мексики. В более холодных районах штата производят вяленое мясо. Среди завезенных культур — кофе, соя, хлопок, сахар и широкий выбор экзотических тропических фруктов.
Кухня Чьяпаса не так сильно зависит от перца чили, как другие региональные мексиканские кухни. В основном он используется в приправах. Региональные перцы чили включают «чиле де сьете кальдос» (перец чили семи бульонов), что означает, что одного достаточно, чтобы приправить все семь, и симоховель, который слишком острый, чтобы использовать его в больших количествах. В кухне Чьяпаса отдается предпочтение сочетанию слегка сладких приправ в основных блюдах, которые включают помидоры, корицу, бананы, чернослив и ананас. В версию чили рельено в Чьяпасе входят горох, миндаль, персики, сушеный засахаренный ананас и изюм.
На кухню острова оказали влияние немцы, англичане, французы и азиаты, прибывшие после испанской иммиграции. Немецкий вклад включал в себя развитие кофейной промышленности, а также производство пива и колбасных изделий в некоторых регионах.  Кофе является важной культурой в районе Соконуско , большая часть которой экспортируется и привлекает туристов.
Сегодня популярные культурные растения, используемые в кулинарии, включают кабачки, картофель, конские бобы, чайот, капусту, огурцы, сладкий картофель, юкку, различные дыни, арбуз, манго, папайю, саподиллу, сметанное яблоко, черимойю, сапоте мамей, питахайю, купапе (кордия двенадцатиперстная).

## Популярные блюда
Самым известным и популярным блюдом в Чьяпасе являются тамале, которые можно найти во многих вариантах. Главные травы Чьяпаса чипилин и оха санта можно найти во многих из них. Большинство разновидностей завернуты в банановые листья, но их также можно найти завернутыми в кукурузную шелуху и даже в листьях оха санта.  Важные разновидности включают хакуане (местное название оха санта), де бола (свинина в соусе из перца чирмол), черепаха, игуана и рыба. Другое блюдо, которое можно найти в нескольких вариантах, это чанфайна, тушеный рубец, похожее на менудо.  Сопа де пан (хлебный суп) - это приправленный куриный бульон, в который в последнюю минуту перед едой добавляют сушеные и жареные кусочки хлеба. В Чьяпасе он популярен для особых случаев. 
Другие блюда включают в себя huevos de vigilia, rollitos de plátano, fideo fiestero, говядину, приготовленную на гриле, морского окуня в собственном соку, рис с шафраном, frijol escumite con chilpilin, черную фасоль с соленой говядиной, tanate, chumul , caldo de shooti, тушеное мясо броненосца, nacapitu, cuchunuc, putzatzé, yumimujé, бульоны, приправленные чипилином, свежую кукурузу и мясо с овощами.
Региональные напитки включают позол из кукурузы и какао, в различных вариантах (ревентадо, негро, бланко, какао и другие), сладкие напитки с фруктами, тамариндом и другими ингредиентами, таскалате, атоле и горячий шоколад. Основные алкогольные напитки производятся из сахарного тростника. К ним относятся различные напитки, приготовленные из ферментированного сахарного тростника, а также крепкий дистиллированный агуардьенте, который также используется для консервирования фруктов.

## Региональные деликатесы
Различные районы штата имеют свои собственные фирменные блюда и специалитеты. В штате есть восемнадцать признанных коренных народов, многие из которых имеют майянское происхождение. Одной из самых известных из восемнадцати коренных народов Чьяпаса являются лакандоны, которые живут в одноименном тропическом лесу. Большинство их блюд основано на кукурузе, которая готовится в зернах (включая попкорн) и в виде вареного теста. В их пищу также входит ряд лесных грибов и ферментированный напиток под названием бальче.  
Народ Соке на северо-западе штата и в центральных долинах известны своим употреблением в пищу небольших пресноводных улиток, называемых чути. Их обычно собирают весной в ручьях и прудах. Их чаще всего готовят в бульоне, приправленном ходжа санта, затем бульон загущают кукурузным тестом. Улиток также едят в качестве закуски или еды в баре в Тустла-Гутьеррес . Еще одна экзотическая еда из этого региона – личинки пчел.
Культурным центром штата является Сан-Кристобаль-де-лас-Касас. Специализация этого города в основном основана на вяленом мясе, таком как ветчина и колбасы, которые имеют испанское происхождение, приписываемое Бартоломе де лас Касасу, а также на блюдах местной кухни, таких как различные тамале (в том числе приправленный шафраном). Распространенная уличная еда в Сан-Кристобале называется касуэлеха, это рулет с начинкой из сыра, яйца и корицы. Сан-Кристобаль также известен своими сладостями, которые здесь принято употреблять с кофе поздними вечерами. Сладости включают в себя засахаренные фрукты, кокосовые конфеты, карамельную пасту под названием кахета и различные сладкие и обычные хлебобулочные изделия, которые были завезены в этот район французами.
Крупнейший населённый пункт штата — столица Тустла-Гутьеррес, через реку расположен Чьяпа-де-Корсо. Среди местных деликатесов — нингуиджуте (свиной моле с семечками) , чиспола (рагу из говядины и овощей) и пиктес (тамале из сладкой кукурузы). Чьяпа-де-Корсо также известен кочито хорнеадо (молочным поросёнком, запечённым с приправой адобо) по особым случаям.
Прохладные высокогорья культивируют любовь к мясным деликатесам, в том числе и город Комитан. Город также известен жареной на гриле курицей, салатом из сердцевины пальмы с уксусным соусом и сыром. Здесь также производят напиток под названием комитеко, который получают путем ферментации агавы, и напиток под названием мистела, который готовят из таких фруктов, как манго, техокоте и слива.
Береговая линия, отделенная от материка горной грядой, использует в своей кухне морепродукты с тихоокеанского побережья, включая окуня, групера, мохарру, сардин, креветок, крабов и моллюсков. Креветки часто сушат для последующего употребления. Эти креветки часто сочетают с томатной сальсой в качестве закуски или с черной фасолью и тыквенными семечками в качестве начинки для тамалес хуаканес.
Паленке — район скотоводства, где подают отличные блюда из говядины, а также множество вариантов жареных бананов, в том числе с начинкой из черной фасоли или сыра.
Коммерческое сельское хозяйство Соконуско привлекло иммигрантов, в этом районе есть рестораны, предлагающие китайскую, японскую и немецкую кухню. Наиболее известной едой в Тапачуле является китайская кухня, которая появилась во время иммиграции китайцев в этот регион в конце 19-го и начале 20-го веков.

## Продвижение кухни
Большая часть кухни Чьяпаса представляет собой скромную крестьянскую еду, не столь изысканную и сложную, как кухня соседнего штата Оахака. Кухня этого штата не так хорошо известна и менее документирована, чем кухня Оахаки, Пуэблы или Мичоакана.
Начиная с 1990-х годов штат Чьяпас начал продвигать свою кухню через мероприятия, средства массовой информации и профессиональные кулинарные ассоциации, такие как Корпорация мексиканских ресторанов. Штат также объявил кухню нематериальным наследием и источником устойчивого туризма. Он спонсировал кулинарные фестивали, такие как Фестиваль настоящей мексиканской кухни Chiapaneca, и кулинарные соревнования для профессиональных шеф-поваров, использующих традиционные ингредиенты. Одним из них является Alta Cocina Regional y de Author de Chiapas, основанный шеф-поваром Мартой Сепедой из отеля Tierra y Cielo в Сан-Кристобале.